# アラビアンズ・ロスト
『アラビアンズ・ロスト〜The engagement on desert〜』（アラビアンズ・ロスト ジ・エンゲージメント・オン・デザート）は、QuinRoseから2006年8月11日に発売されたパソコン用恋愛アドベンチャーゲーム。プロトタイプから、2007年10月11日にPlayStation 2用、2009年9月10日にニンテンドーDS用の移植版が発売された。2012年6月28日にイラストを書き直し、新エンディングを追加したPSP移植版が発売された。2014年1月30日に続編『アラビアンズ・ダウト〜The engagement on desert〜』がPSP用ゲームで発売。
攻略キャラも主人公も全員悪者、という設定の乙女ゲーム作品。シナリオは五月攻、原画は狼白（PSP版のみ沖津志明）。当初7月7日発売の予定だったが、直前にバグが見つかり延期となった。QuinRose作品としては第2作目にあたり、前作の『魔法使いとご主人様』や後作の『クリムゾン作品二作』と舞台を同じくするフルークハーフェン大陸シリーズとなる。シミュレーションゲーム要素やRPG要素も含む。

## ストーリー
主人公は、犯罪大国―ギルカタールのプリンセス。盗賊王の一人娘として英才教育を受けて育ったが、本人は“普通”の生活に憧れ、“普通”の恋愛をして“普通”に愛のある結婚をする「“普通”の人間になりたい」と強く願っている。だが、両親は、娘の将来の安全と幸せを考え、国を代表する大悪党を5人、婚約者候補として選出した。どうしても縁談を回避したい主人公は、両親に取引を持ちかけ、1000万Gという大金を自力で貯められれば婚約を強制しない、と約束させた。期間は25日間。目的を達成する為に候補者達や施設を上手く利用し、稼げる能力を証明しなければならない。

## 登場人物

### 主人公
アイリーン＝オラサバル
年齢：18～20歳 / 血液型：B型 / 身長：165cm以上
犯罪大国―ギルカタールのプリンセスであり、主人公（名称は変更可能）。
犯罪によって産業が成り立つ盗賊の国の王位継承者として、すれた一面もあり負けず嫌いだが、芯は真面目。自分の国を愛しながらも、いつか“普通”の人間になる事を夢見ている。主人公が“普通”に強く憧れる理由は、特定キャラとのイベントを起こした場合のみ明らかになる。

### 婚約者候補
カーティス＝ナイル
声 - 石田彰
年齢：26～28歳 / 血液型：B型 / 身長：175cm以上
稀代の天才暗殺者で、暗殺者ギルドのギルドマスター。
天賦の才に加えてその腕を磨く鍛錬も怠らず、ギルドマスターとしてスラムを支配し、その名を世界中に轟かせている。執心や愛着に縁のない経歴から、淡白な性格。林檎が好きで、乾物と共に非常食として持ち歩く。普段は穏やかに対応するが、暑さに弱く、炎天下では機嫌が悪くなる。毒物の収集が趣味で、よく調達を請け負っている商人―シャークにとっては上客。
クリムゾン作品2作にもその主人公―シエラ＝ロザンの師匠として、回想に登場している。
ロベルト＝クロムウェル
声 - 高橋直純
年齢：24～26歳 / 血液型：B型 / 身長：180cm前後
カジノの元締めで、スリル狂の現役ギャンブラー。
危険と隣り合わせの賭けを好み、いかさまも得意で、手先が器用。主人公の家庭教師―ライルとは友達で、昔一緒に旅をしていた。読書家で、特に冒険小説や恋愛小説の世界に憧れ、同じシチュエーションを空想して頬を染める純情な面もある。平凡を嫌い、スリルとロマンを求めて止まない。
スチュアート＝シンク
声 - 諏訪部順一
年齢：23～25歳 / 血液型：AB型 / 身長：180cm以上
北地区まとめ役の跡取り息子で、眉目秀麗な主人公の幼馴染み。
主人公を敬称なしで呼ぶ程の付き合いながら、過去のある事件以来、意識的に主人公を避けている。高飛車な潔癖症で、高級志向。優秀な頭脳の持ち主で実力者としての采配も優れているが、かなづちや下戸など、コンプレックスを刺激する要素も多い。父―ヨシュアとは憎み合う関係。
タイロン＝ベイル
声 - 小西克幸
年齢：23～25歳 / 血液型：O型 / 身長：195～200cm
南地区まとめ役の跡取り息子で、スチュアートと主人公の幼馴染み。
長身で骨格のがっしりした逞しい体躯と、明朗快活で大雑把な性格の持ち主。主人公には、幼少時から恋心を抱き続けている。身内にだけ甘く他人に厳しい、というギルカタールの国風そのものの青年で、部下にも慕われている。頭脳労働が苦手な点は、父―トータム譲り。
シャーク＝ブランドン
声 - 大畑伸太郎
年齢：27～29歳 / 血液型：O型 / 身長：180～185cm
密輸商人としてギルドを仕切るが、実は優秀な闇外科医。
重い病気を患う弟―メイズを可愛がっており、兄である自分の手で治す事を望んでいる。辛酸を舐めた孤児の時期から苦労を重ね、努力で底辺を脱して伸し上がった成金という事もあり、服や装飾品の趣味は悪い。主人公には大人の対応で接する反面、照れ屋でもある。
ジャレッド＝バルザザール
声 - 子安武人
商人と市場の国―ポアドレの属国の公子。主人公のはとこ。
セオドア＝ロー
声 - 置鮎龍太郎
ジャレッドの従者で、主人公の元彼。

### その他
ライル＝スルーマン
声 - 勝杏里
年齢：40歳前後 / 血液型：A型 / 身長：180cm以上
主人公の家庭教師。
不本意を露にしているもののロベルトとは友人で、引きこもりがちな彼の世話を焼いている。過去に負った怪我が原因で足が悪く、仕込み杖を突いて歩く。主人公を教授する姿勢は厳しく妥協や逃避を許さないが、成果を上げれば優しく労うなど、飴と鞭を使い分けて教え子の成長を見守っている。
マイセン＝ヒルデガルド
声 - 下野紘
年齢：25～27歳 / 血液型：B型 / 身長：180cm以上
ギルカタール王宮の客室に滞在する、高利貸しの魔法使い。魔法王国―ルーンビナスの王弟の息子。
世界を放浪する身だが、賢者になる為という理想は建前で、旅を続ける真実の目的を語る事はない。多くの時間を契約している悪魔―ミハエルと共に過ごすものの、時折別行動を取り、街へとナンパに繰り出す。
『魔法使いとご主人様』の主人公―アリシア＝ヒルデガルドの兄であり、旅の途中で滞在したとしてクリムゾン作品二作にも登場している。
ミハエル＝ファウスト
声 - 緑川光
年齢：？（推定200歳前後） / 血液型：？ / 身長：180cm以上
マイセンと契約を結ぶ悪魔。
人間を愚かな生き物として見下しているが、心酔するマイセンの言動だけは別格で、内容の善悪に関わらずほぼ無条件で支持する。マイセンに止められている為、悪魔としての完全体を他人に披露する事はなく、人の命を奪う行為も抑えている。
クリムゾン作品2作にも、マイセンの共であり幼少時のシエラと契約を交わす者として登場している。

## 主題歌
- オープニングテーマ「Mirage」 - 歌：AciD FLavoR
- エンディングテーマ「Round & round」 - 歌：AciD FLavoR
- PSP版
  - オープニングテーマ「DICE(Remix)」 - 歌：高橋直純、イメージCD「アラビアンズ・ロスト」収録。
- 『アラビアンズ・ダウト』
  - オープニングテーマ「Doubt」 - 歌：高橋直純

## ラジオ番組
2006年5月6日から7月8日の期間、ラジオ関西にて『ラジオ アラビアンズ・ロスト』が放送された。パーソナリティは諏訪部順一と主題歌を担当するAciD FLavoRのボーカルSHIGERU。SHIGERUは作中の隠しキャラであるユウゼドリアマナトナデナラドナ・フィオレントナグリア（年齢：25〜27歳 血液型：A型 身長：175〜180cm）の声も演じた。ラジオの抜粋・未収録分とドラマが収録された2枚組のドラマCDが、3巻発売されている。

## 関連商品

### 漫画
恋愛おとぎ話　一迅社刊
同社の他作品『QuinRoseアリスシリーズ』『クリムゾン二作品』も含むアンソロジー
- 恋愛おとぎ話〜Toy Box〜　藤丸豆ノ介作画　ISBN：978-4758054294（2009年8月25日）
- 恋愛おとぎ話〜ハッピー・アソート〜　アツキ緑化作画　ISBN：978-4758054737（2009年12月25日）
- 恋愛おとぎ話〜ショコラ・ドラジェ〜　茶々屋トネ作画　ISBN：978-4758054911（2010年2月25日）
- 恋愛おとぎ話〜ローズ・プティクール〜　カワハラ恋作画　ISBN：978-4758054959（2010年3月25日）
- 恋愛おとぎ話〜シャンパン・カーニバル〜　S.濃すぎ作画　ISBN：978-4758055222（2010年6月25日）

### 小説
講談社X文庫ホワイトハート刊　綾瀬まみ著
- アラビアンズ・ロスト〜The flower on desert〜　ISBN 978-4062559843（2007年10月5日）
- アラビアンズ・ロスト〜Into the Magical Dream〜　ISBN 978-4062865586（2009年6月5日）

### 攻略本
エンターブレイン刊
- アラビアンズ・ロスト〜The engagement on desert〜公式ビジュアルファンブック　ISBN 978-4757739598（2008年3月17日）

### CD
QuinRose発売
- アラビアンズ・ロスト ラジオ＆ドラマCD vol.1（2006年9月29日）
- アラビアンズ・ロスト ラジオ＆ドラマCD vol.2（2006年9月29日）
- アラビアンズ・ロスト ラジオ＆ドラマCD vol.3（2006年9月29日）

## 関連作品
魔法使いとご主人様
全てが魔法なくしては成立しない王国―ルーンビナスにプリンセスとして生まれた、魔法を使えない主人公―アリシア＝ヒルデガルドが、保身の為、また身分に相応しい「生涯の供とする従者を探し出す」というしきたりに従い、王国随一（世界一）の名門校―シンフォニア高位魔法学校で25日間の滞在生活を送る作品。
クリムゾン作品二作―クリムゾン・エンパイア〜Circumstance to serve a noble〜、クリムゾン・ロワイヤル 〜Circumstance to serve a noble〜
貴族の国―ルクソーヌの属国を舞台に、第二王子付きメイド長で、護衛頭でもある主人公―シエラが主を王位に就ける為、権力争いと恋愛に奮闘する2作。